# Партизанська сільська рада (Кіровський район)
Партиза́нська сільська́ ра́да — адміністративно-територіальна одиниця та орган місцевого самоврядування в Кіровському районі Автономної Республіки Крим. Адміністративний центр — село Партизани.

## Загальні відомості
- Населення ради: 1 821 особа (станом на 2001 рік)

## Населені пункти
Сільській раді підпорядковані населені пункти:
- с. Партизани
- с. Спасівка

## Склад ради
Рада складається з 16 депутатів та голови.
- Голова ради: Овечко Валерій Леонідович

### Керівний склад попередніх скликань
| Прізвище, ім'я, по батькові | Основні відомості                                                         | Дата обрання | Дата звільнення |
| --------------------------- | ------------------------------------------------------------------------- | ------------ | --------------- |
| Овечко Валерій Леонідович   | Сільський голова, 1949 року народження, освіта вища, член Народної партії | 26.03.2006   | 31.10.2010      |
| Овечко Валерій Леонідович   | Сільський голова, 1949 року народження, освіта вища, член Партії регіонів | 31.10.2010   |                 |

Примітка: таблиця складена за даними сайту Верховної Ради України

### Депутати
За результатами місцевих виборів 2010 року депутатами ради стали:

#### За суб'єктами висування
| Суб'єкт висування           | Кількість обраних депутатів | %    |
| --------------------------- | --------------------------- | ---- |
| Партія регіонів             | 8                           | 50   |
| Самовисування               | 5                           | 31,3 |
| Комуністична партія України | 3                           | 18,8 |

#### За округами
| № округу                    | Прізвище, ім'я, по батькові    | Дата визнання обраним | Освіта  | Партійна приналежність            | Відомості про обраного депутата                       |
| --------------------------- | ------------------------------ | --------------------- | ------- | --------------------------------- | ----------------------------------------------------- |
| Комуністична партія України |                                |                       |         |                                   |                                                       |
| 1                           | Головко Валентина Миколаївна   | 01.11.2010            | вища    | член Комуністичної партії України | дитячий садок, завідувачка                            |
| 5                           | Прісада Людмила Іванівна       | 01.11.2010            | вища    | член Комуністичної партії України | пенсіонер                                             |
| 7                           | Стаканова Людмила Федорівна    | 01.11.2010            | вища    | член Комуністичної партії України | Партизанське КП «Сількомунгосп», касір                |
| Партія регіонів             |                                |                       |         |                                   |                                                       |
| 2                           | Яцишина Світлана Іванівна      | 01.11.2010            | вища    | член Партії регіонів              | Укрпошта, завідувачка                                 |
| 4                           | Жулім Зінаіда Михайлівна       | 01.11.2010            | середня | член Партії регіонів              | пенсіонер                                             |
| 6                           | Антосік Марія Вікторівна       | 01.11.2010            | вища    | член Партії регіонів              | тимчасово не працює                                   |
| 9                           | Кальнікова Маргарита Іо        | 01.11.2010            | вища    | член Партії регіонів              | тимчасово не працює                                   |
| 10                          | Ткачева Любов Іванівна         | 01.11.2010            | вища    | член Партії регіонів              | Журавська амбулаторія, стоматолог                     |
| 11                          | Германчук Віталій Михайлович   | 01.11.2010            | вища    | член Партії регіонів              | управління Державного казначейства, юрист             |
| 14                          | Татаревська Світлана Борисівна | 01.11.2010            | вища    | член Партії регіонів              | Партизанська загальноосвітня школа, вчитель           |
| 16                          | Лук'янова Вікторія Вікторівна  | 01.11.2010            | середня | член Партії регіонів              | Кіровськкий територіальний центр, соціальний робітник |
| Самовисування               |                                |                       |         |                                   |                                                       |
| 3                           | Мінаєва Людмила Іванівна       | 01.11.2010            | середня | позапартійна                      | пенсіонер                                             |
| 8                           | Дорофеєва Наталія Михайлівна   | 01.11.2010            | вища    | позапартійна                      | Партизанська сільська рада, секретар                  |
| 12                          | Шульц Олексій Миколайович      | 01.11.2010            | середня | позапартійний                     | ПП «Шульц»                                            |
| 13                          | Яворська Світлана Анатоліївна  | 01.11.2010            | вища    | позапартійна                      | Феодосійська міська лікарня, медична сестра           |
| 15                          | Веліляєв Решат Абдулович       | 01.11.2010            | середня | позапартійний                     | тимчасово не працює                                   |